# Гарфаняна
Гарфаняна е планинен район в Италия, в регион Тоскана, в северната част на провинцията Лука.
Районът сграничи на запад с планинния район Луниджана и Апуанските планини (провинция Маса и Карара), на север с Апенините (регион Емилия-Романя), на югоизток със средната долина на реката Серкио и на югозапад с района Версилия (провинция Лука).
Географско районът е горната част на долината на реката Серкио, който извира от северните планини и тече към град Лука, през целия район.
Главен център е град Кастелнуово ди Гарфаняна, и включва 16 общини:
| Общини в Гарфаняна       |
| ------------------------ |
| Вали Сото                |
| Верджемоли               |
| Вила Колемандина         |
| Галикано                 |
| Джункуняно               |
| Кампорджано              |
| Кареджине                |
| Кастелнуово ди Гарфаняна |
| Кастильоне ди Гарфаняна  |
| Минучано                 |
| Молацана                 |
| Пиеве Фошана             |
| Пиаца ал Серкио          |
| Сан Романо ин Гарфаняна  |
| Силано                   |
| Фошандора                |